# Erik de Danemark
 Erik de Danemark (8 novembre 1890 - 10 septembre 1950), ancien prince danois, fut créé comte de Rosenborg à la suite de son mariage morganatique en 1924 avec Lois Frances Booth, petite-fille du milliardaire canadien John Rudolphus Booth.

## Famille
Le prince Erik est le troisième fils du prince Valdemar de Danemark (1858-1939) et de son épouse, la princesse Marie d'Orléans (1865-1909). Par son père, c'est un petit-fils du roi Christian IX de Danemark (1818-1906) tandis que, par sa mère, il est l’arrière-petit-fils maternel du roi des Français Louis-Philippe Ier. À sa naissance, il avait le titre de prince du Danemark.
Il épouse morganatiquement, le 11 février 1924 à Ottawa en Canada, Lois Frances Booth (8 août 1897 à Ottawa - 26 février 1941 à Copenhague), petite-fille de l'entrepreneur John Rudolphus Booth (1827-1925) et fille de John Frederick Booth et de Frances Alberta Hunsiker. Pour cela, il renonce à ses droits au trône le 2 décembre 1923 et se voit accorder le titre de comte de Rosenborg.
De cette union naissent deux enfants :
- comtesse Alexandra de Rosenborg (1927-1992), épouse de Ivar Emil Vind (fils de l'aristocrate danois Ove Vind, chambellan et maître des chasses royales), cavalier danois et champion de saut d'obstacles, président du comité olympique danois ; dont postérité ;
- comte Christian de Rosenborg (1932-1997), épouse Karin Lüttichau, dont postérité .

Le comte et la comtesse divorcent en 1937 (elle se remariera avec son secrétaire, Thorkild Juelsberg).

## Biographie

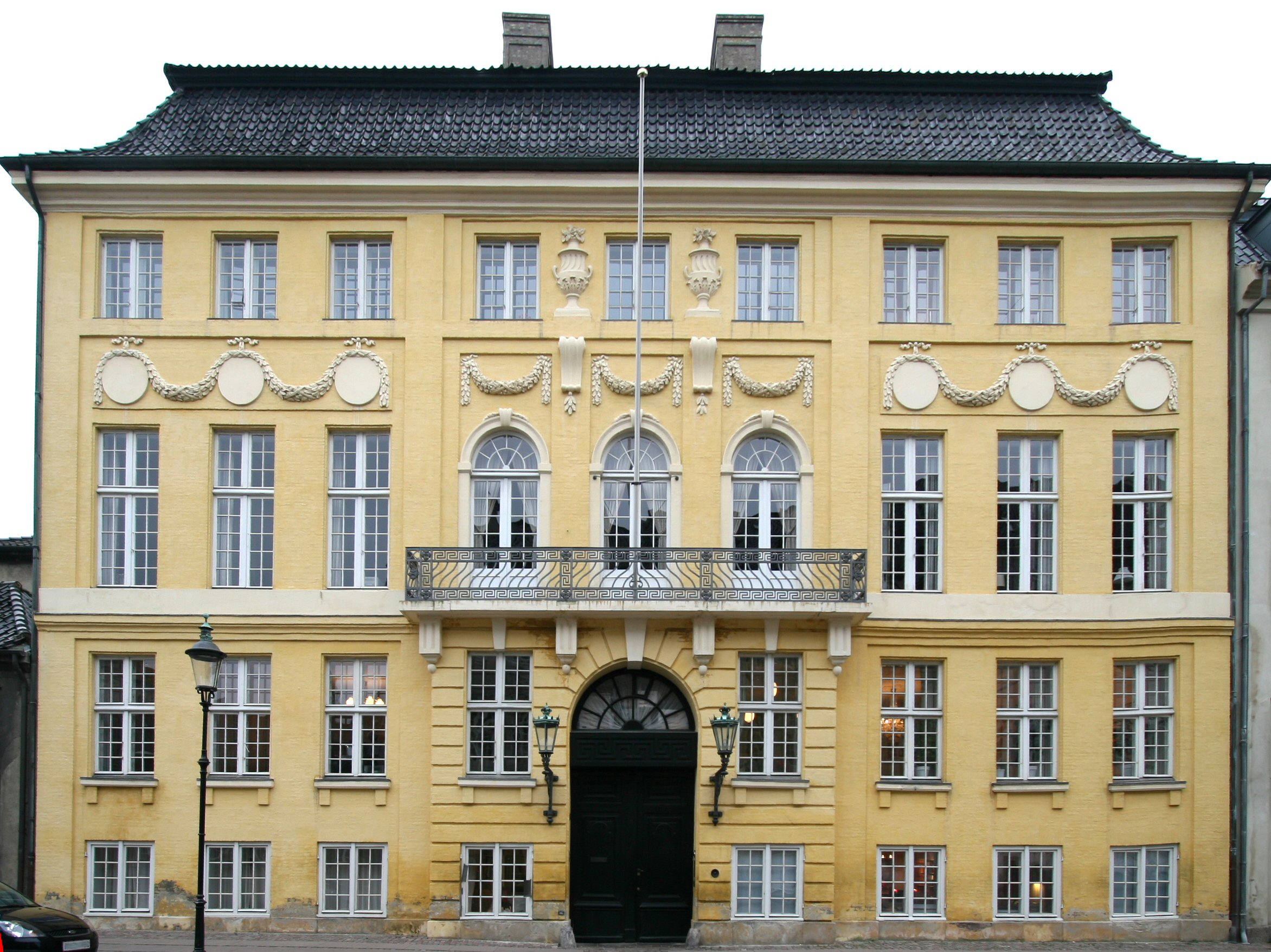
Le palais Jaune à Copenhague.

Petit-fils du roi Christian IX de Danemark (1818-1906), surnommé le « beau-père de l’Europe », le prince Erik de Danemark voit le jour le 8 novembre 1890 à la résidence de ses parents, le palais Jaune, situé près du palais d’Amalienborg, résidence principale de la famille royale de Danemark au centre de Copenhague Le jeune prince est le fils de l'amiral de la flotte le prince Valdemar de Danemark (1858-1936) et de la « princesse » française Marie d'Orléans (1865-1909).